# Elio e le Storie Tese

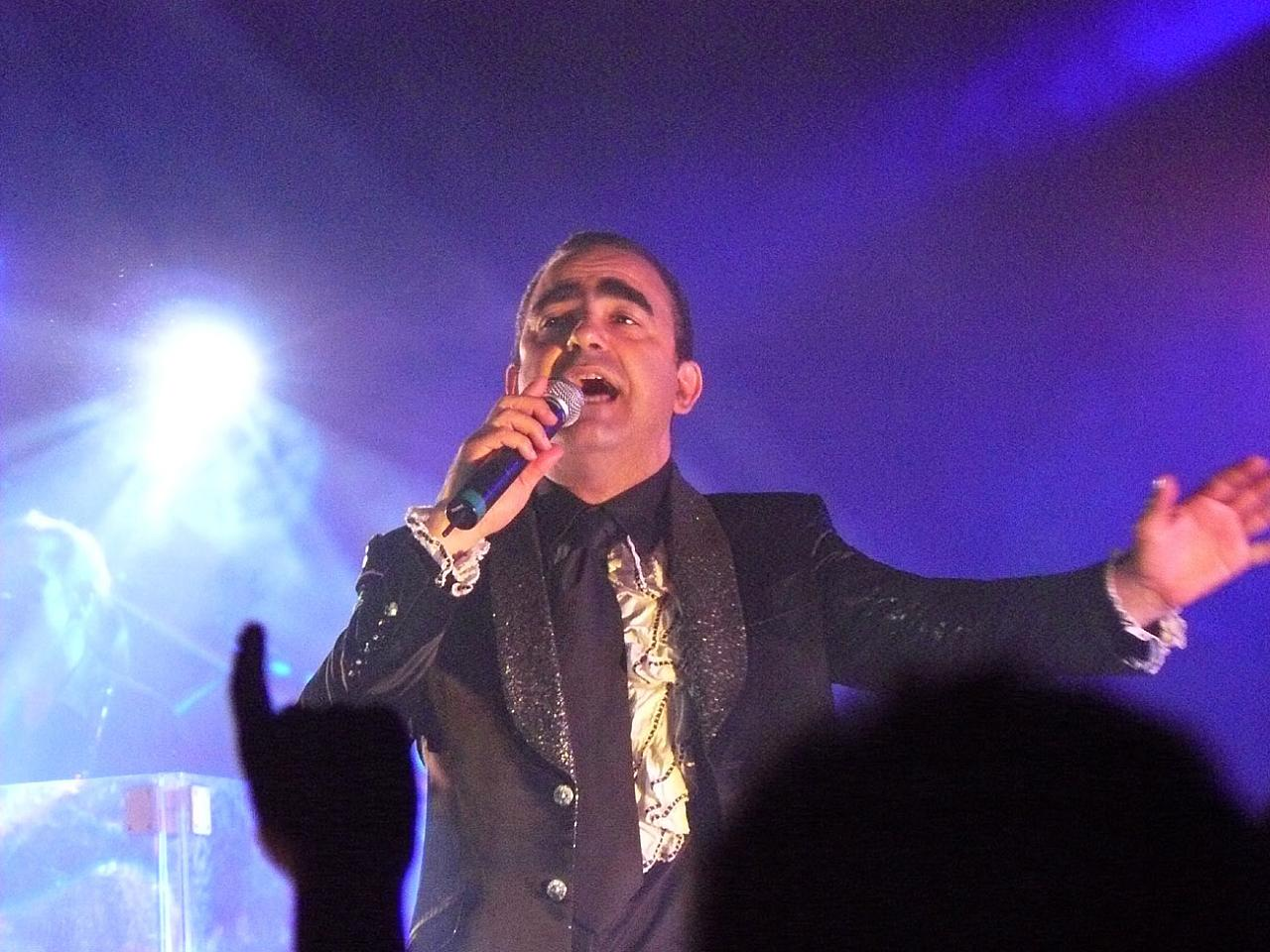
Elio en un concierto (2009)

 Los Elio e le Storie Tese [ˈeːljo e le ˈstɔːrje ˈteːze] (en español: «Elio y las Historias Tensas», abrievado como EelST) son un grupo italiano de música rock, fundado en Milán por Stefano Belisari, también conocido por su nombre artístico «Elio», en el año 1979. La banda ha ido popularizándose primero sólo con ediciones piratas o «bootleg», luego haciendo presentaciones en antros milaneses como Magia Music Meeting o el famoso Zelig, después con álbumes oficialmente lanzados y varias apariciones televisivas. Conocidos ante todo entre la generación joven, obtuvieron su primer éxito internacional, un segundo lugar, en el Festival Internacional de la Canción de San Remo en 1996. En los European Music Awards de MTV en Dublín, 1999, ganaron en la categoría Best Italian Act (Mejor actuación italiana), luego en 2003 obtuvieron el premio para el mejor videoclip (Miglior videoclip) en los Italian Music Awards (Premios Italianos de Música) organizados por la Federación de Industria Musical Italiana (FIMI). Todos sus álbumes se convirtieron en disco de oro en Italia.

## Miembros

### Formación actual
- Stefano Belisari (30 de julio de 1961), alias "Elio"; voz, guitarra, flauta.
- Nicola Fasani (7 de abril de 1965), alias "Faso" o "Pasto"; bajo eléctrico, coros.
- Davide Civaschi (22 de enero de 1962), alias "Cesareo", "Civas" o "Dave"; guitarra, coros.
- Sergio Conforti (13 de febrero de 1964), alias "Rocco Tanica", "Confo Tanica", "Carambola" (2003), "Nuovo Boosta" (2004), "Luigi Calimero" (2005), "Luigino", "Rocco Taniche", etc.; voz, teclados, batería.
- Christian Meyer (27 de enero de 1963), alias "Meyer", "Millefinestre", "Batterista Bobo", "Avates", "Turtello", "Tafano"; batería, percusión
- Antonello Aguzzi (6 de diciembre de 1959.), alias "Jantoman", luego "Santoman" e "Inumano", actualmente "Uomo"; teclados y coros.
- Vittorio Cosma, alias "Clayderman Viganò”; teclados, guitarra y coros.
- Luca Mangoni (26 de marzo de 1961), alias "Mangoni", "Dottor Stramangone"; coreografía, voz, coros.

### Exmiembro
- Paolo Panigada (12 de julio de 1962 – † 23 de diciembre de 1998), alias "Feiez"

## Discografía y videografía
- Elio Samaga Hukapan Kariyana Turu (1989)
- The Los Sri Lanka Parakramabahu Brothers featuring Elio e le Storie Tese (1990 – miniálbum).
- Italyan, Rum Casusu Çikti (1992)
- Esco dal mio corpo e ho molta paura (Gli inediti 1979-1986) (1993 – grabaciones de estudio de sus canciones inéditas cantadas originalmente en vivo)
- Eat the Phikis (1996)
- Del meglio del nostro meglio Vol. 1 (1997 – versiones nuevas de sus grandes éxitos y de sus canciones inéditas)
- Peerla (1998 – compilación de sus canciones inéditas y rarezas)
- Craccracriccrecr (1999)
- Tutti gli uomini del deficiente (1999)
- Made in Japan – Live at Parco Capello (2001)
- Cicciput (2003)
- Studentessi (2008)
- L'album biango (2013)

## Fuente
El artículo correspondiente de la Wikipedia Italiana.